# 卡尔·范·韦克滕
卡尔·范·韦克滕（英語：Carl Van Vechten，1880年6月17日—1964年12月21日），美国作家、艺术摄影师，也是哈莱姆文艺复兴的赞助人、格特鲁德·斯泰因的遗稿管理人。早年从事写作，其成名作是《黑鬼天堂》（《Nigger Heaven》，1926），后来转行成為摄影师，拍摄名人照片。他有过两段婚姻，期间也发展多段同性恋情。